# ياروسلاف بوتابوف
ياروسلاف بوتابوف (بالروسية: Потапов, Ярослав Владимирович)‏ (مواليد 1 يوليو 1999) هو سبّاح روسي، مثّل بلاده في الألعاب الأولمبية الصيفية 2016.

## روابط خارجية
ياروسلاف بوتابوف على موقع أوليمبيديا (الإنجليزية)